# Iwan Kanaszuk
Iwan Piatrowicz Kanaszuk (biał. Іван Пятровіч Канашук, ros. Иван Петрович Конашук, Iwan Pietrowicz Konaszuk) – białoruski kołchoźnik i polityk, deputowany do Rady Najwyższej Republiki Białorusi XIII kadencji, w latach 1996–2000 deputowany do Izby Reprezentantów Zgromadzenia Narodowego Republiki Białorusi I kadencji.

## Życiorys
W 1995 roku mieszkał we wsi Karolin w rejonie kamienieckim. Pełnił funkcję przewodniczącego kołchozu „Rasija” w rejonie kamienieckim. W drugiej turze uzupełniających wyborów parlamentarnych 10 grudnia 1995 roku został wybrany na deputowanego do Rady Najwyższej Republiki Białorusi XIII kadencji z kamienieckiego okręgu wyborczego nr 22. 19 grudnia 1995 roku został zarejestrowany przez centralną komisję wyborczą, a 9 stycznia 1996 roku zaprzysiężony na deputowanego. Od 23 stycznia pełnił w Radzie Najwyższej funkcję członka Stałej Komisji ds. Rolnych i Rozwoju Socjalnego Wsi. Był bezpartyjny, należał do frakcji agrariuszy. Od 3 czerwca był członkiem grupy roboczej Rady Najwyższej ds. współpracy z parlamentem Ukrainy. Poparł dokonaną przez prezydenta Alaksandra Łukaszenkę kontrowersyjną i częściowo nieuznaną międzynarodowo zmianę konstytucji. 27 listopada 1996 roku przestał uczestniczyć w pracach Rady Najwyższej i wszedł w skład utworzonej przez prezydenta Izby Reprezentantów Zgromadzenia Narodowego Republiki Białorusi I kadencji. Zgodnie z Konstytucją Białorusi z 1994 roku jego mandat deputowanego do Rady Najwyższej zakończył się 9 stycznia 2001 roku; kolejne wybory do tego organu jednak nigdy się nie odbyły.